# Багнашени (платформа)
Багнашени — платформа Абхазской железной дороги, расположена в Абхазии, в Гагрском районе частично признанной Республики Абхазия, согласно административному делению Грузии — в Гагрском муниципалитете Абхазской Автономной Республики. По состоянию на 2018 год ни пассажирские, ни грузовые поезда у платформы не останавливаются.